# Вилхелм фон Хонщайн-Фирраден-Швет
Вилхелм фон Хонщайн-Фирраден-Швет (на немски: Wilhelm, Graf von Honstein-Vierraden-Schwedt; † 11 февруари 1570) е граф на Хонщайн-Фирраден-Швет.
Той е син на граф Волфганг фон Хонщайн-Фирраден († 1523/1535) и съпругата му Катарина фон Хонщайн-Клетенберг (* ок. 1490), дъщеря на граф Ернст IV фон Хонщайн-Клетенберг († 1508) и първата му съпруга Маргарета фон Ройс-Гера († 1497).
Брат е на Мартин (1524 – 1609), господар на Хонщайн-Фирраден-Швет, женен 1559 г. за Мария фон Регенщайн (1535 – ок. 1618).

## Фамилия
Вилхелм фон Хонщайн-Фирраден-Швет се жени на 21 септември 1568 г. за Маргарета фон Шьонбург-Глаухау (* 1554 в Глаухау; † 29 юни 1606 в Рейнфелс), дъщеря на фрайхер Георг I фон Шьонбург-Глаухау (1529 – 1585) и съпругата му Доротея Ройс-Грайц (1522 – 1572).  Бракът е бездетен.
Маргарета фон Шьонбург-Глаухау се омъжва втори път на 7 декември 1572 г. в Глаухау за граф Йохан Георг I фон Золмс-Лаубах (1547 – 1600).